# Pterocerina plurifurcata
Pterocerina plurifurcata är en tvåvingeart som beskrevs av Blanchard 1938. Pterocerina plurifurcata ingår i släktet Pterocerina och familjen fläckflugor. Inga underarter finns listade i Catalogue of Life.